# Primeiro Consistório Ordinário Público de 1826

## Cardeais
| Nº                  | País               | Nome                                        | Idade              | Cargo                                                  | Título ou Diaconia                                    |
| Cardeais eleitores  | Cardeais eleitores | Cardeais eleitores                          | Cardeais eleitores | Cardeais eleitores                                     | Cardeais eleitores                                    |
| ------------------- | ------------------ | ------------------------------------------- | ------------------ | ------------------------------------------------------ | ----------------------------------------------------- |
| 1                   | França             | Jean-Baptist-Marie-Anne-Antoine de Latil    | 65                 | Arcebispo de Reims                                     | Cardeal-presbítero de São Sisto                       |
| 2                   | Espanha            | Francisco Javier de Cienfuegos e Jovellanos | 60                 | Arcebispo de Sevilha                                   | Cardeal-presbítero de Santa Maria do Povo             |
| Revelado In Pectore |                    |                                             |                    |                                                        |                                                       |
| 3                   | Itália             | Ludovico Micara , O.F.M.Cap.                | 50                 | Ministro-Geral da Ordem dos Frades Menores Capuchinhos | Cardeal-presbítero de Santos Quatro Mártires Coroados |
| 4                   | Itália             | Bartolomeo Alberto Cappellari , O.S.B.Cam.  | 60                 | Vigário geral da Ordem de São Bento Camaldulense       | Cardeal-presbítero de São Calisto                     |

## Ligações Externas
- «Catholic Hierarchy» (em inglês)